# Ganzwortmethode
Die Ganzwortmethode ist eine Methode zum Lesenlernen.

## Methode
Sie ist eine spezielle Ausprägung eines ganzheitlichen, analytischen Ansatzes, im Gegensatz zum synthetischen Ansatz der Buchstabier- oder Lautiermethode. Die Wahrnehmungslehre der Gestalttheorie liefert eine theoretische Begründung für die Ganzwortmethode.

## Geschichte
Ganzheitliche Leselernmethoden wurden in der ersten Hälfte des 19. Jahrhunderts entwickelt, fanden aber erst im zweiten Drittel des 20. Jahrhunderts weite Verbreitung. Der Gehörlosenlehrer Carl Malisch entwickelte angesichts der in Schlesien meist zweisprachig aufgewachsenen und daher mit Erschwernissen im Lesenlernen ausgestatteten Kinder für seine 1909 erschienene Fibel für den ersten Schreibleseunterricht die Ganzwortmethode. In seiner Schrift Der erste Lese- und Schreibunterricht schreibt er dazu:
„Um den Kindern den Schritt von den formdeutsamen Malschemen zu den formundeutsamen Wortbildern möglichst zu erleichtern, schreiben wir in einige Malschemen, die den Kindern aus der Vorstufe bekannt und geläufig sind, die entsprechenden Namen hinein. Hat man so....Wortbilder...und ihre Nachbildung einigermaßen geläufig gemacht, so entkleidet man nacheinander die Wortbilder des malerischen Schmucks und lässt die nackten Wörter lesen und schreiben.“
Nach heftigem Methodenstreit und vielen, einander oft widersprechenden Studien wird heute mehrheitlich eine integrierte Methode propagiert, die von Einzelbuchstaben ausgeht, diese aber sehr bald zu ersten Wörtern zusammensetzt. Die Problematik der Ganzwortmethode ist, dass sie die kritischen Punkte des Lesenlernens übersieht, die einer Minderheit der Schüler Schwierigkeiten bereiten: Es sind dies das visuelle Unterteilen von gedruckten Wörtern in die einzelnen Buchstabenzeichen, das Benennen derselben mit den zugeordneten Lauten (lautieren), dann das mit einem Atemzug sprechende Verbinden der nacheinander gedruckten Buchstaben. Es gibt Kinder, die bei der Ganzheitsmethode die Wörter und Sätze auswendig lernen und so Lesenkönnen vortäuschen. Beim Entziffern von unbekannten Wörtern fehlt ihnen dann die Technik der Aufgliederung in Einzelbuchstaben, und sie werden zu schwachen Lesern, die dann oft als Legastheniker eingestuft werden.

## Sichtwörter
siehe auch: Sichtwort
Eine Variante der Ganzwortmethode, die vor allem im englischsprachigen Raum Verwendung findet, ist das systematische Studium von so genannten „Sichtwörtern“ (engl. sight words): einem Repertoire von 100 bis 220 besonders häufig vorkommenden Wörtern, die vom Schüler nicht durch Lautieren, sondern auf einen Blick erkannt werden sollen. Diese Methode wird insbesondere bei solchen Wörtern angewandt, deren Schreibung schwierig ist, so dass Lautieren dem Schüler nicht hilft (z. B. friend, aunt, should). Darüber hinaus basiert der Erstleseunterricht im englischen Sprachraum jedoch ebenso wie im deutschen auf der Lautiermethode.